# سروتی
سروتی (انگلیسی: Cerruti) شرکت کالای لوکس فرانسوی است، که در زمینه طراحی و تولید انواع پوشاک، شلوار جین، عطر و لوازم مد فعالیت می‌نماید.
شرکت سروتی در سال ۱۹۶۷ توسط طراح مد ایتالیایی نینو سروتی تأسیس شد و امروزه مالک شبکه‌ای از ۱۱۲ شعبه بوتیک در سراسر جهان می‌باشد. دفتر مرکزی این شرکت در شهر پاریس قرار دارد.